# Daïra d'Ouled Si Slimane
La daïra d'Ouled Si Slimane  est une daïra d'Algérie située dans la wilaya de Batna et dont le chef-lieu est la ville éponyme d'Ouled Si Slimane.

## Localisation
La daïra est située au centre de la wilaya de Batna.

## Communes
La daïra est composéé de trois communes : Lemsane, Ouled Si Slimane et Taxlent.